# ورنون (یوتا)
ورنون (به انگلیسی: Vernon) شهری در ایالت یوتا کشور ایالات متحده آمریکا است که جمعیت آن در سرشماری سال ۲۰۱۰ میلادی، ۲۴۳ نفر بوده‌است.